# 索布扎二世
索布扎二世（1899年7月22日—1982年8月21日），尊号恩格温亚马，史瓦帝尼國王。出生於英国保护下的史瓦帝尼，在出生当年即接替父亲嗣位，並由祖母摄政，直到1921年加冕，1968年史瓦帝尼脫離大英帝國獨立後成为首任国王，在位期間實行君主专制，取消政党、打擊異己，直到1982年逝世，他也是可確認的世界歷史中在位最久的君主之一。

## 早年生涯
索布札二世生於1899年7月22日，他的父親恩格瓦尼五世在同年12月10日過世，使年僅數個月的索布札二世便繼承了王位。由於繼位時過於年幼，前期由他祖母拉博齐贝妮·姆德卢莉代為攝政，直到他1921年12月22日正式加冕親政为止。而他本人则相继在史瓦帝尼宗博泽（Zombodze）国立学校和南非东开普省的勒弗戴爾（Lovedale）学院接受教育，以后又前往英国留学。

## 青年國王
1921年12月，索布札加冕亲政，並获得英国承认为保护国君主，但在当时斯威士兰是英国的保护国，因此，索布扎在國內的角色大多是礼仪性的，即位伊始，索布札曾试图解决史瓦帝尼1907年被白人定居者占领的土地问题，试图藉此恢复君主制在史瓦帝尼的声望，为此，他首先率领代表团前往伦敦觐见英皇佐治五世，请求佐治王将土地归还给史瓦帝尼人民。1926年，他再次就土地问题向英国枢密院司法委员会提出上诉。然而，英国於1890年通过的《外国管辖法》实际上将英政府在史瓦帝尼保护国的行政行为置于英国法院管辖范围之外，索布札的努力也无疾而终:28-29。学者休·麦克米伦认为，索布札争取土地归还的失败是斯威士兰历史上的一个分水岭，索布扎因此终于放弃了对英国殖民统治影响的消极抵抗，转而利用民族传统作为动员民众的武器，以维持王室和酋长权威。在英国的殖民统治下，基督教传教团开始向斯威士兰青年提供的教育，但索布扎认为基督宗教的教育會破坏斯威士兰人的国族认同，从而导致社会解体。对此，他认为学校应该恢复传统的伊布托制度，但这个想法引发了当地传教团、白人定居者和一些本土知识分子的强烈不满:30-31。
1934年，他接见了前來南部非洲考察的英国人类学家布罗尼斯拉夫·马林诺夫斯基，两人建立了深厚的友谊，马林诺夫斯基在离开史瓦帝尼後仍然关注斯威士兰事务，并曾两次介入该国内政，以维护国王的权威和利益:33-35，与此同时，英国政府试图让斯威士兰及巴苏陀兰、贝专纳兰并入南非联邦，索布札也利用马林诺夫斯基作为渠道，争取英国媒体及议员对斯威士兰的支持:35-36。1953年，他出席了在伦敦举行的伊丽莎白二世加冕礼。
20世纪60年代初，索布扎在促成国家独立的活动中发挥了重要作用，他反对英国政府提出的后殖民时期西敏制對君权的约束，並透过顾问建立了旨在推动史瓦帝尼独立的因博科德沃民族运动党，1967年4月，斯威士兰举行大选，因博科德沃民族运动党取得了议会的全部席位，该国也随即于1968年9月6日宣布獨立。

## 獨立君主
1968年9月6日宣布獨立後，索布札亦成为史瓦帝尼真正的国家元首:64。在建国之初，英国协助斯威士兰制订了宪法，组建了双院制的國会，当时的斯国也有政党活动，但索布扎随即在1973年4月12日取缔了国内的所有政党，同时解散议会，并自行管理国家行政、立法及司法权力，改革了选举方式，肃清异己，反对君主的政治家安布罗斯·兹瓦尼等人因此遭到逮捕，被迫流亡国外:65。在对待种族问题上，索布扎反对黑人与白人相互歧视，也接受白人公民参与该国政治。为了维持君权，索布札坚持史瓦濟族习俗，号召民众发扬民族传统，又鼓励引入先进國的技术:64-65。在经济上，斯威士兰的主要产业长期被欧洲国家和南非垄断，政府曾试图透过发展民族工业、提高本国公民就业率以改善经济受制于人的状况，但收效甚微:65-67。
索布札二世在位期间奉行亲欧美反共的外交政策，并在国家独立当日便与中華民國建交。在独立初期，由于斯威士兰被南非与葡属东非包围，该国仍对南非有经济依赖，并与南非维持着紧密的联系，但斯国也反对南非的種族隔離政策，并主张以《路沙卡宣言》为基础与南非展开对话:28-29，与此同时，斯威士兰亦加强了与其他大英國協成员国的外交关系，因当时的教育水準仍然有限、并缺乏独立兴办大学的条件，故斯国继续与波札那、賴索托举办联合大学，直到1982年史瓦帝尼大學成立为止。1975年，莫桑比克独立建国後，斯威士兰立即与之建立邦交，两国元首亦于1976年举行了会谈，以巩固邦谊:30。

## 逝世
索布札二世於1982年8月21日驾崩，安葬於洛班巴，其陵寢也被史瓦帝尼官方开放为紀念館，以供民众瞻仰。按照史瓦帝尼的传统，王位继承人不一定是长子，因此，在索布札逝世後，其诸子孙为了争夺王位，展开了激烈角逐，之后王室达成共识，由澤莉維王妃擔任攝政王太后，1983年，其子马科塞蒂韦（Makhosetive）被选为王位继承人，随即赴英留学，其生母恩彤碧王妃也接替澤莉維擔任攝政，直到马科塞蒂韦於1986年返國加冕为恩史瓦帝三世。

## 个人生活及形象
索布扎国王因子嗣众多而被称为“史瓦濟之牛”。据斯威士兰国家信托委员会（Swaziland National Trust Commission）记载，索布扎二世国王娶了70位妻子，在1920年至1970年间为他生育了210个子女，约有180个子女没有夭折，其中也包括后来继承王位的恩史瓦帝三世及祖鲁王后曼特丰比，另外，索布札还有一个儿子曾與南非总统曼德拉之女泽纳妮·曼德拉-德拉米尼结婚，但已经离婚，截至2000年，他有97个子女尚在人世。他去世时，孙辈已超过1,000个，史瓦帝尼的军政要职也多由他的这些子孙担任。
身为史瓦帝尼国王，索布札在国内拥有豪华别墅，但他从不曾住在其中，而是选择住在附近简陋的土房子內，其在国内也拥有不可冒犯、至高无上的地位，担任国内最高学府史瓦帝尼大學的名誉校长，索布札还透过史瓦濟的民族传统维持自己的权威，亦受到国民的尊敬，被称为“恩格温亚马”，亦即“狮王”。